# Basilique Saint-Nicolas de Pietra Ligure
Cette  basilique n’est pas la seule basilique Saint-Nicolas.
La basilique Saint-Nicolas de Pietra Ligure (en italien : Basilica di San Nicolò) est située dans la ville de Pietra Ligure, dans la région de Ligurie en Italie.
C'est le plus grand édifice religieux de Pietra Ligure.

## Historique
La construction de la basilique a été décidée par un vote à la suite de l'arrêt miraculeux d'une peste en 1525 grâce selon la légende à l'intervention de saint Nicolas de Bari.
Les travaux n'ont cependant commencé qu'en 1752 suivant les plans de l'architecte Giovanni Battista Montaldo et seront suspendus avec la chute de la république gênoise et l'invasion française qui s'ensuit. Ils reprirent en 1814. En 1863, la façade a été achevée avec le fronton et le deuxième clocher (face à la mer), dont la construction a été confiée à Leonardo Giobellini. La basilique a été solennellement consacrée le 8 juillet 1891.
En 1992, elle a été élevée à la dignité de basilique mineure par le pape Jean-Paul II.

## Dimensions
Les dimensions de l'édifice sont les suivantes :

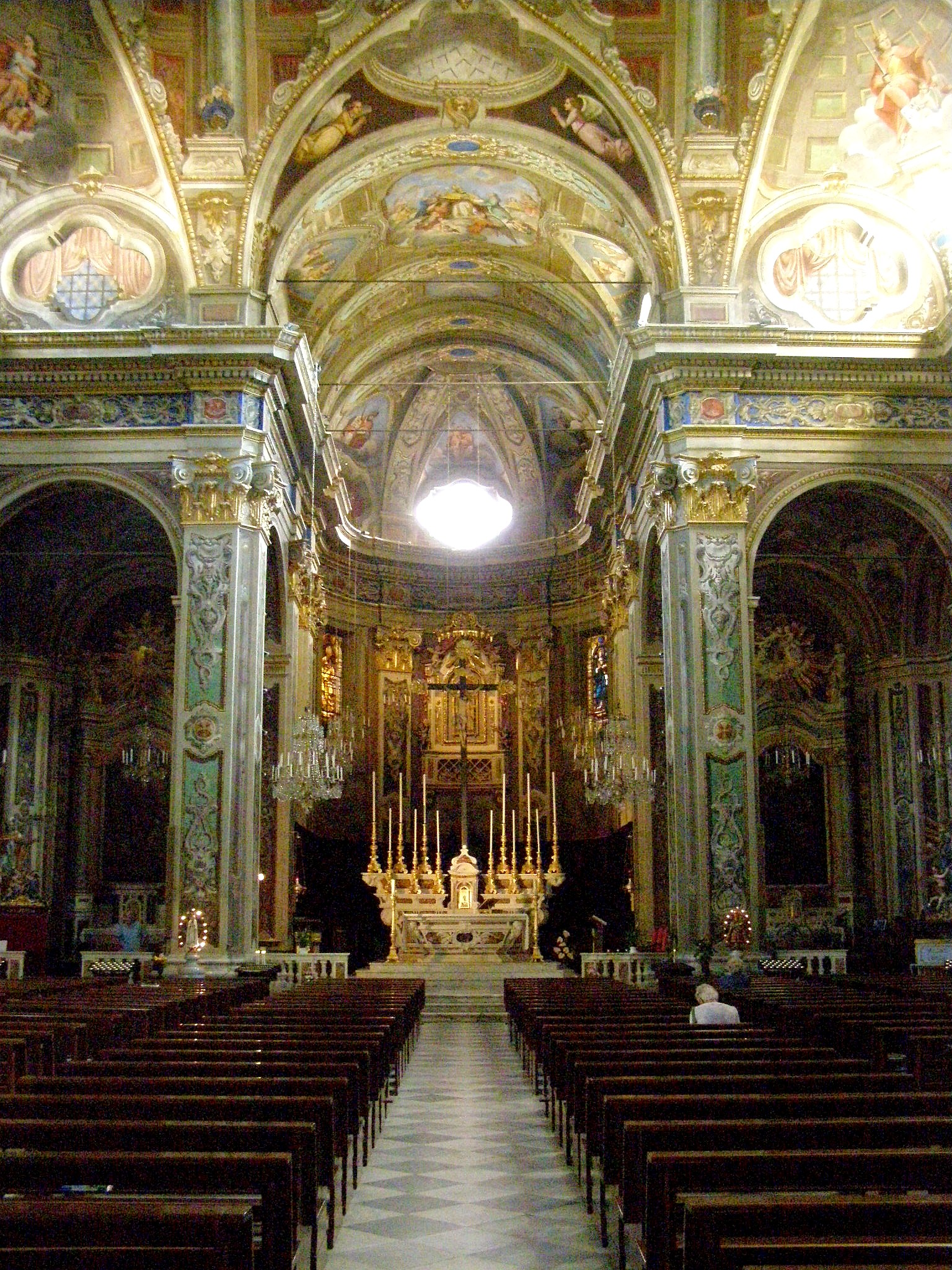
Intérieur de la basilique.

- hauteur de la nef : 25 m ;
- longueur intérieure : 56 m  ;
- largeur : 27,5 m.